# Plaimpied-Givaudins

Plaimpied-Givaudins este o comună în departamentul Cher, Franța. În 1 ianuarie 2022 avea o populație de 2.104 de locuitori.